# Noroeste Espírito-Santense
Noroeste Espírito-Santense è una mesoregione dello Stato dell'Espírito Santo in Brasile.

## Microregioni
È suddivisa in 3 microregioni:
- Barra de São Francisco
- Colatina
- Nova Venécia